# Vomitorio

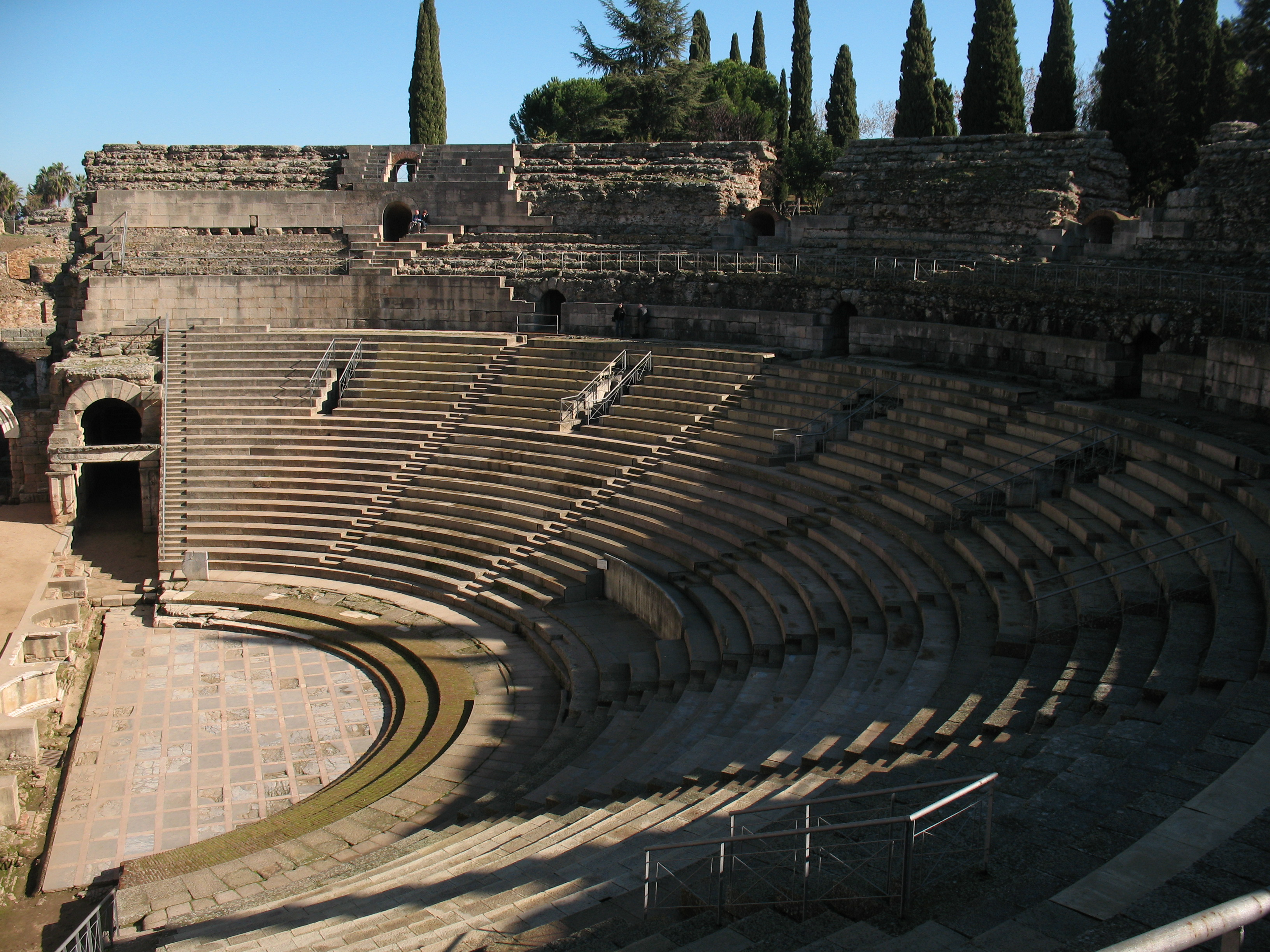
Gradas del teatro romano de Mérida con vomitorios.

Un vomitorio es un pasillo situado debajo o detrás de una grada de un anfiteatro o un estadio, a través del cual grandes multitudes pueden salir rápidamente al acabar el espectáculo. También pueden ser vías para los actores con las que pueden entrar o salir del escenario. La palabra latina vomitorium, cuyo plural es vomitoria, deriva del verbo vomeo, vomere, vomitum, "vomitar". 

## Ejemplos modernos
El Oregon Shakespeare Festival es un ejemplo del uso moderno de los vomitorios. Posee vomitorios en dos de sus teatros, la puerta al aire libre del Elizabethan Stage y el del Angus Bowmer Theatre. Otro caso es el del Guthrie Theater en Minneapolis, Minnesota, que también tiene dos vomitorios. El Circle in the Square Theatre, que fue diseñado a imitación de los antiguos teatros griegos y romanos, es el único teatro de Broadway que posee vomitorio.
Más casos para citar son el Cockpit Theatre y el Centro de Música de Los Ángeles.

## Origen y confusión con el término
El significado de vomitāre era arrojar, lanzar o conducir hacia afuera algo, motivo por el que se aplicaba a esa expulsión que se hacía por la boca vomitar, pero también a los pasillos, entradas y salidas (vomitorium) por las que transitaba la muchedumbre cuando accedía a las gradas o a sus asientos en los espectáculos de la Antigua Roma.
Es muy frecuente oír que los romanos diseñaron espacios denominados vomitoria con el propósito de vomitar, debido a la ingesta de comida de forma compulsiva y así seguir comiendo durante determinados festejos. De acuerdo con Cicerón, Julio César logró evitar un asesinato gracias a que cayó enfermo después de cenar. En vez de ir a la letrina, lugar donde sus asesinos le esperaban, él fue al vomitorio y evitó su asesinato. Posiblemente este sea el origen de la confusión. El término vomitorium no aparece hasta el siglo IV d. C., cuatrocientos años después de Cicerón y Julio César.
Otras fuentes indican que Aldous Huxley fue el primero en usa la palabra con el término equivocado en su libro Danza de sátiros (Antic Hay) de 1923 en la frase:

...here strode in, like a Goth into the elegant marble vomitorium of Petronius Arbiter, a haggard and dishevelled person.
(...aquí entró, como un godo en el elegante vomitorium de mármol de Petronius Arbiter, una persona demacrada y desaliñada).

- Datos: Q23127
- Multimedia: Vomitorium / Q23127